# Николай (Симкайло)
Епископ Николай (Николай Михайлович Симкайло, укр. Миколай Михайлович Сімкайло) — епископ УГКЦ, второй епископ Коломыйско-Черновицкий с 2005 по 2013 год. Родной брат Григория Симкайло.

## Биография
Родился 21 ноября 1952 года в Караганде, где отбывали наказание родители за причастность к УПА. В 1963 году родители вернулись в Украину, в село Подпечеры, где Николай в 1967 году окончил восьмилетнюю школу. В 1967-1969 годах учился в Угорницкой средней школе. Затем поступил в Ивано-Франковское техническое училище № 1, после окончания которого получил специальность слесаря-ремонтника промышленного оборудования (ни в одно высшее учебное заведение как «сын националистов» не мог поступить). Семья была близко знакома с епископом нелегальной УГКЦ Павлом (Василиком), который часто отправлял богослужения в их доме. Видя ревность в духовной жизни Николая и Григория (его младший брат), Владыка Павел предложил им стать священниками. 
Братья прошли подготовку в подпольной духовной семинарии, и 15 мая 1974 г. были рукоположены в священники епископом Павлом Василиком. Служил в Ивано-Франковской, Тернопольской и Львовской областях. В августе 1987 года о. Николай вместе с группой украинского духовенства, монахов и мирян, во главе с Владыками Павлом (Василиком) и Софроном (Дмитерком) объявил, что выходит из подполья. Он был членом делегации, которая боролась за права УГКЦ в Москве, а также участником поочередной голодовки, которая продолжалась с 19 мая по 24 ноября 1989 года. 1 октября 1989 года в Ивано-Франковске состоялась 50-тысячная демонстрация верующих УГКЦ, во время которой отец Николай отслужил панихиду и произнес проповедь на могиле сечевых стрельцов, за что был арестован на 15 суток. 
С 1990-го декан Ивано-Франковского деканата и директор благотворительной организации «Каритас». Для углубления теологических знаний в 1991-1995 годах окончил Ивано-Франковский богословский университет имени Иоанна Златоуста. 
2 июня 2005 г. номинирован на епископа Коломыйско-Черновецкого. Епископская хиротония владыки Николая Симкайла состоялась 12 июля 2005 года, на праздник Святых Первоверховных Апостолов Петра и Павла, в Кафедральном соборе Святого Воскресения г. Ивано-Франковска. 
Умер 21 мая 2013 года в г. Коломыя